# Maruja Vieira
María Vieira White (Manizales, Colombia, 25 de diciembre de 1922 - Bogotá, 28 de octubre de 2023), más conocida como Maruja Viera, fue una poeta, periodista y catedrática colombiana.

## Biografía
Maruja Vieira (bautizada así por el poeta Pablo Neruda) publicó quince libros de poesía, uno en prosa y varias columnas en diversos periódicos colombianos y venezolanos.
Fue miembro numeraria de la Academia Colombiana de la Lengua y miembro correspondiente hispanoamericana de la Real Academia Española. Además, ejerció como secretaria general del PEN Club.
Sus cátedras de Literatura, Periodismo Cultural y Relaciones Públicas las ejerció en varias universidades colombianas, entre las que se cuentan la Universidad Central y la Universidad de la Sabana, en Bogotá.
Sus méritos literarios y académicos han sido honrados con diversos premios: la Gran Orden de la Cultura y también del premio Vida y Obra del Ministerio colombiano de Cultura, la Medalla Simón Bolívar del Ministerio de Educación de Colombia, la Medalla Honor al Mérito Artístico de la Alcaldía Mayor de Bogotá y la Orden José Acevedo y Gómez, en el grado Cruz de Oro, del Honorable Concejo de Bogotá. El Departamento de Caldas la condecoró con la Orden Aquilino Villegas y su ciudad natal con la Cruz de Manizales, le fue concedida por la República de Chile la Orden Gabriela Mistral. En el 2023, también recibió la Orden Nacional al Mérito en el grado de Gran Cruz, otorgada como condecoración por la Cancillería de la República de Colombia de manos del canciller Álvaro Leyva Durán.
Maruja Vieira White fue una mujer pionera en muchos frentes: fue una de las primeras mujeres en ocupar cargos ejecutivos en el país, y se destacó como defensora de los derechos de las mujeres, apoyando a mujeres que empiezan a oír su voz y propiciado los espacios de formación para jóvenes poetas.
Su trayectoria literaria, profesional y su defensa de los derechos de las mujeres en Colombia, la hicieron merecedora en 2004, del premio de la Fundación Mujeres de Éxito en la categoría de Artes y Letras. El sector Cultura, Recreación y Deporte entregó el Premio Homenaje a Artistas y Gestores Culturales, en 2015, a Maruja Vieira, en la categoría de cultura; y en 2018 recibe un reconocimiento a su vida y obra en el marco de la feria internacional del libro de Bogotá por parte de la Academia de la Lengua.
Su hija, Ana Mercedes, la describe: "Como un arco que se tiende desde las primeras décadas del siglo XX hasta este siglo XXI, los 100 años de Maruja Vieira resumen la gesta por la educación, la participación, el trabajo y la literatura escrita por mujeres”.
Y es que Maruja además de poeta, se desempeñó como periodista, relacionista pública, catedrática, ensayista, presentadora de televisión en Venezuela, gestora cultural y Miembro Honorario en Colombia de la Academia de la Lengua y Correspondiente de la Real Academia Española.
La poesía de Maruja Vieira ha sido traducida al inglés, francés, portugués, alemán, griego, húngaro y gallego. Además, su obra ha sido presentada en varias universidades Europeas y en Asia dentro del foro de Poetisas y Escritoras Colombianas auspiciado por la Universidad de Hong Kong, SAR (Region Administrativa Especial de China).

## Vida personal
Su padre fue Joaquín Vieira; su madre, Mercedes White Uribe; y su hermano, Gilberto Vieira. 
Maruja quedó muy joven viuda del también poeta José María Vivas Balcázar, fallecido en 1960.
A Maruja le sobrevive su hija Ana Mercedes Vivas Vieira, quien además de comunicadora social con magíster en estrategia y políticas, es por mérito propio una reconocida poetisa, con varios libros publicados y un CD de canciones del que es cantautora.

## Cronología
1922: Nace en Manizales el 25 de diciembre, hija de Joaquín Vieira Gaviria y Mercedes White Uribe.
1932: Su familia se traslada a Bogotá.
1941: Estudia Inglés y Bachillerato Comercial. Trabaja en la Texas Petroleum Company, donde llega a ser Asistente del Departamento de Tierras.
1943: Conoce a Pablo Neruda, durante el viaje del poeta chileno a Bogotá. Allí su vocación literaria es rebautizada, cuando el maestro le sugiere firmar como Maruja Vieira.
1947: Publica dos ediciones de Campanario de Lluvia, su primer libro, que es bien acogido por la crítica. Por esta época comparte con León de Greiff y otros grandes escritores, las tertulias de El Automático. Se inician sus "Columnas de Humo", en El Espectador.
1948: Empieza a trabajar en J. Glottmann S. A. donde, a raíz de los sucesos del 9 de abril, alcanza la jefatura de Publicidad y Relaciones Públicas, en reconocimiento a su actuación profesional para proteger las oficinas donde trabajaba.
1950: Viaja a Venezuela, contratada para trabajar en la Radiodifusora Nacional, donde realiza programas informativos sobre la cultura colombiana. Colabora en El Nacional, El Universal y El Heraldo de Caracas y dicta conferencias sobre Colombia.
1951: Publica Los Poemas de Enero en las Ediciones Espiral de Clemente Airó, en Editorial Iqueima de Bogotá. También publica en Medellín Poesía en las ediciones de Jorge Montoya Toro, ilustrado por Ramón Vásquez.
1953: Regresa a Colombia, y publica Palabras de la Ausencia, con prólogo de Baldomero Sanín Cano, en la Editorial Zapata de Manizales. Trabaja de nuevo con Jack Glottmann y organiza los “Conciertos Glottmann”, con la Orquesta Sinfónica de Colombia dirigida por Olav Roots y con entrada libre, en el Teatro Colombia (hoy Jorge Eliécer Gaitán).
1954: Viaja nuevamente a Venezuela, contratada para trabajar en la Televisora Nacional. Desde allí, envía a El Espectador crónicas sobre sus experiencias, que son utilizadas para la naciente televisión colombiana.
1955: Regresa definitivamente a Colombia, y se traslada a la ciudad de Popayán en donde se vincula a la Universidad del Cauca. Esta entidad editará al año siguiente Ciudad Remanso, el único libro en prosa de la autora.
1956: Se traslada a Cali, donde se vincula a KLM Real Holandesa de Aviación y conoce a José María Vivas Balcázar, quien será su esposo y padre de su hija Ana Mercedes. Establece en La Voz del Río Cauca el programa Mundo Cultural, que perdura por más de veinte años.
1959: Contrae matrimonio con José María Vivas Balcázar.
1960: El 15 de mayo muere José María Vivas Balcázar; el 7 de agosto nace su hija Ana Mercedes Vivas. En octubre se vincula al Servicio Nacional de Aprendizaje como Jefa de Comunicaciones para Valle, Cauca y Nariño.
1965: La Biblioteca de Autores Caldenses publica Clave Mínima con prólogo de Adel López Gómez.
1973-77: Al retirarse del SENA, fue catedrática de Incolda, directora de mercadeo de Acción Cultural Popular-Radio Sutatenza, en Cali, colaboradora de El País de Cali, con su columna diaria "El País Cultural".
1978: Se traslada a Bogotá, donde se desempeña como editora cultural de la revista Guión.
1981: Es nombrada Jefa de Comunicaciones del Instituto Colombiano de Cultura, cargo que desempeña hasta la salida de Gloria Zea y al que regresa algunos años después, bajo la dirección de Liliana Bonilla. Recibe del Instituto Distrital de Cultura y Turismo, la Mención de Honor, por “sus eximios servicios a la causa de la afirmación intelectual de Colombia en el consenso de las naciones americanas”.
1986: El Instituto Caldense de Cultura, publica el poemario Mis propias palabras, con prólogo de Jaime Mejía Duque.
1988: La Alcaldía Mayor de Bogotá, a través del Instituto Distrital de Cultura y Turismo, la distingue con la condecoración Honor al Mérito Artístico por su vida y trayectoria, “que supera los límites de la rutina y de lo corriente y constituye modelo de constancia, esfuerzo exitoso y creador de prestigio para la patria”.
1991: Se posesiona como Miembro Correspondiente de la Academia Colombiana de la Lengua. Desempeña las cátedras de Literatura en la Universidad Central y la Universidad de la Sabana.
1992: La Universidad Central edita Tiempo de Vivir, con prólogo de Jorge Enrique Molina y presentación de Ignacio Chaves Cuevas.
1993: Recibe la Orden Simón Bolívar del Ministerio de Educación de Colombia.
1996: Es elegida Miembro de Número de la Academia Colombiana de la Lengua y aceptada como Miembro Correspondiente Hispanoamericana de la Real Academia Española.
1997: Se edita de nuevo Campanario de lluvia, con ocasión de los 50 años de su primera edición, por parte del Instituto Caldense de Cultura y con prólogo de Carlos Arboleda.
1998: Recibe la Gran Orden del Ministerio de Cultura de Colombia. El Museo Rayo de Roldanillo, le rinde homenaje como poeta central en el XVI Encuentro de Poetas Colombianas y publica el poemario Sombra del Amor, con prólogo de Águeda Pizarro.
2004: La Fundación Mujeres de Éxito, le otorga el premio del mismo nombre, en la categoría de Arte y Cultura.
2005: El gobierno de Chile la condecora con la Orden Gabriela Mistral, en el grado máximo, por su trayectoria literaria y su tarea como docente. “Poeta y educadora, como Gabriela”, según expresó el presidente Ricardo Lagos a la escritora, durante la imposición de la condecoración en Cartagena.
2006: La Fundación Mujeres de Éxito publica el poemario Los Nombres de la Ausencia. Es condecorada por la ciudad de Manizales y la Gobernación de Caldas. Es figura principal del Festival Internacional de Poesía de Bogotá, organización que edita, con el Instituto Caro y Cuervo, una pequeña antología titulada Mis propias palabras, con prólogo de Cristo Rafael Figueroa. El Concejo de Bogotá la condecora con la Orden José Acevedo y Gómez, en el grado Cruz de Oro, por medio de resolución que hace minucioso recuento del aporte de la poeta a la formación de las juventudes de la Capital, en el ámbito literario.
2007: Premio a la Oralidad de la Cátedra de Narración Oral Escénica de Iberoamérica.
2008: La colección “Un libro por centavos” de la Universidad Externado de Colombia, publica Todo lo que era mío.
2009: Es figura central del certamen Las Líneas de la Mano, del Gimnasio Moderno de Bogotá.
2010: La Universidad Nacional de Colombia publica Rompecabezas, dentro de sus ediciones “Viernes de poesía”.
2011: Se publica la antología Tiempo de la memoria que ocasionó un homenaje en la Feria del Libro de Bogotá.
2012: Homenaje de las poetas jóvenes de Colombia a Maruja Vieira en el Gimnasio Moderno el 14 de marzo. Homenaje a los fundadores del Festival de Poesía de Bogotá. El Ministerio de Cultura le otorga el premio Vida y Obra.
2015: Premio Homenaje a Artistas y gestores 2015, el sector Cultura, Recreación y Deporte entregó el Premio Homenaje a Artistas y Gestores Culturales, en el 2015, a Maruja Vieira, en la categoría de cultura.

## Publicaciones
- Campanario de lluvia, 1947, Editorial Iqueima, Bogotá.
- Los poemas de enero, 1951, Ediciones Espiral. Editorial Iqueima, Bogotá.
- Poesía, 1951, Montoya Toro Editor, Medellín.
- Palabras de la ausencia, 1953, Editorial Zapata, Manizales.
- Ciudad remanso, (libro en prosa), 1956, Universidad del Cauca, Popayán.
- Clave mínima, 1965, Biblioteca de Autores Caldenses. Imprenta Departamental, Manizales.
- Mis propias palabras, 1986, Biblioteca de Escritores Caldenses. Imprenta Departamental, Manizales.
- Tiempo de vivir, 1992, Publicaciones Universidad Central, Bogotá.
- Campanario de lluvia, (edición conmemorativa), 1997, Alcaldía de Manizales e Instituto Caldense de Cultura, Manizales.
- Sombra del Amor, 1998, Ediciones Embalaje del Museo Rayo de Roldanillo, Roldanillo.
- Los nombres de la ausencia, 2006, Ediciones San Librario, Bogotá.[6]
- Mis propias palabras, (antología poética), 2006, Instituto Caro y Cuervo, Bogotá.
- Todo lo que era mío, 2008, Instituto Caro y Cuervo, Bogotá.
- Rompecabezas, 2010, Universidad Nacional de Colombia, Bogotá.
- Tiempo de la memoria, 2010, Editorial Caza de Libros, Ibagué.
- Todo el amor buscando mi corazón, (antología virtual), 2011, Comoartes Ediciones, Madrid.

## Artículos sobre Maruja
- La importancia de llamarse Maruja, por Gabriel García Márquez, (Entre Cachacos, vol. 2)

- “El primer siglo de Maruja Vieira”, por Carlos Mauricio Vega ,(“https://www.elunicornio.co/el-primer-siglo-de-maruja-vieira/?fbclid=IwAR2auiF2_uovckGzitcsNLZ2gFLed6Dj5rwFdR4LFjhKR6nFLRc2BVKMAp8”)
- "Maruja Vieira: 100 años de la A a la Z", por Adriana Villegas Botero (https://cambiocolombia.com/cultura/maruja-vieira-100-anos-de-la-la-z).